# St. Georg (Schmidmühlen)

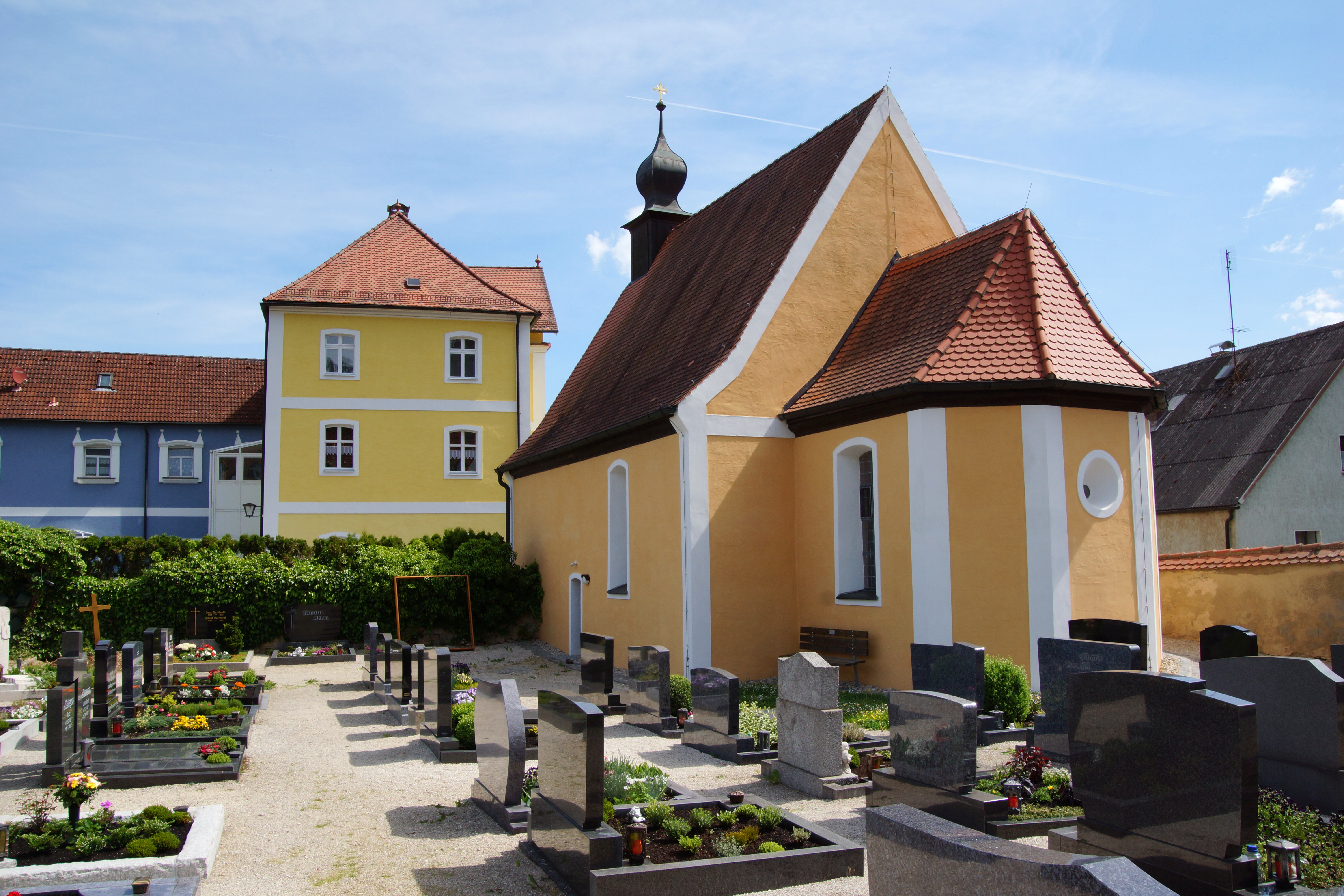
Kirche St. Georg

Die katholische Friedhofskirche St. Georg in Schmidmühlen, einem Markt im Oberpfälzer Landkreis Amberg-Sulzbach in Bayern, wurde im 17. Jahrhundert errichtet. Die Kirche an der Kreuzbergstraße 8 ist ein geschütztes Baudenkmal.

## Geschichte
Nach der Erweiterung der Pfarrkirche St. Ägidius im Ortskern in den Jahren 1972/73 war die Kirche St. Georg dem Verfall überlassen. Auf Grund der Bemühungen von Pfarrer Georg Braun wurde die lange Zeit nicht mehr genutzte Kirche ab 2005 umfassend renoviert und erhielt ihre neue Funktion als Friedhofskirche.
Pfarrer Georg Braun erhielt im Jahr 2010 die Denkmalschutzmedaille des Freistaates Bayern für die vorbildliche Renovierung des Baudenkmals.

## Ausstattung
Das Retabel des Hauptaltars zeigt die Heilige Dreifaltigkeit. Das Deckengemälde stellt die Auferstehung Christi umgeben von den vier Evangelisten dar.